# Marcilly-sur-Vienne
Marcilly-sur-Vienne è un comune francese di 570 abitanti situato nel dipartimento dell'Indre e Loira nella regione del Centro-Valle della Loira.

## Società

### Evoluzione demografica
Abitanti censiti